# Barraca del camí del Corral del Fortuny XXIV
La Barraca del camí del Corral del Fortuny XXIV és una obra del Pla de Santa Maria (Alt Camp) inclosa a l'Inventari del Patrimoni Arquitectònic de Catalunya.

## Descripció
És una barraca exempta, amb planta de ferradura. La cornisa presenta algun tram al rastell. Està coberta amb pedruscall. El portal està rematat amb una llinda i el corredor d'entrada és cobert amb lloses. La seva planta interior és circular, amb un diàmetre de 2'785m. Està coberta amb una falsa cúpula fins a una alçada màxima de 3'20m.
Com a elements funcionals hi ha una menjadora i una fornícula. A l'exterior i a la seva dreta hi ha un muret que conté una segona menjadora. La seva orientació és sud-est.